# Live and Sleazy
Live and Sleazy es el primer álbum en vivo de la agrupación estadounidense Village People. El disco contiene una mezcla de grabaciones en vivo y en estudio y fue publicado en formato dual.

## Lista de canciones

### Live
1. «Fire Island» - 4:10
2. «Hot Cop» - 5:57
3. «Medley: "San Francisco (You've got Me) / In Hollywood (Everybody is a Star)» - 10:55
4. «Macho Man» - 6:00
5. «In the Navy» - 6:45
6. «Y.M.C.A.» - 7:50

### Sleazy
1. «Sleazy» - 6:02
2. «Rock and Roll Is Back Again» - 7:03
3. «Ready for the 80's»	- 6:40
4. «Save Me» (Ballad) - 4:03
5. «Save Me» (Uptempo Version) - 5:10